# Sacha Guitry
Sacha Guitry, nome artístico de Alexandre Georges-Pierre Guitry (São Petersburgo, 21 de fevereiro de 1885 – Paris, 24 de julho de 1957) foi um ator de teatro francês, ator de cinema, diretor, roteirista e dramaturgo do teatro boulevard. 

## Vida
Ele se tornou conhecido por suas performances no palco, particularmente em papéis mais boulevardier. Ele também foi um dramaturgo prolífico, escrevendo 115 peças ao longo de sua carreira. Ele foi casado cinco vezes, sempre com atrizes em ascensão cujas carreiras ele promoveu. Provavelmente sua esposa mais conhecida foi Yvonne Printemps, com quem foi casado entre 1919 e 1932.
As peças de Guitry variam de dramas históricos a comédias leves contemporâneas. Alguns têm música incidental de compositores como André Messager e Reynaldo Hahn. Quando os filmes mudos se tornaram populares, Guitry os evitou, achando a falta de diálogos falados fatal para o impacto dramático. Da década de 1930 até o fim de sua vida, ele abraçou entusiasticamente o cinema, fazendo até cinco filmes em um único ano.
Os últimos anos da carreira de Guitry foram ofuscados por acusações de colaboração com os alemães ocupantes após a capitulação da França na Segunda Guerra Mundial. As acusações foram rejeitadas, mas Guitry, um homem fortemente patriótico, ficou desiludido com a difamação que recebeu de alguns de seus compatriotas. Na época de sua morte, sua estima popular havia sido restaurada na medida em que 12 000 pessoas passaram por seu caixão antes de seu enterro em Paris.

## Filmografia
Sacha Guitry participou de todos os seus filmes como: diretor, roteirista, escritor diálogo (dialogue writer), ator (exceto quando mencionado).
- 1935: Pasteur
- 1935: Good Luck (Bonne chance!)
- 1936: Indiscretions
- 1936: Confessions of a Cheat
- 1936: Mon père avait raison
- 1936: Let Us Do a Dream
- 1937: Le Mot de Cambronne
- 1937: Désiré
- 1937: Pearls of the Crown
- 1937: Quadrille
- 1937: Champs-Elysses
- 1939: Nine Bachelors
- 1941: Mlle. Desiree
- 1942: La loi du 21 juin 1907
- 1943: De Jeanne d'Arc à Philippe Pétain
- 1943: My Last Mistress
- 1943: La Malibran
- 1947: The Private Life of an Actor
- 1948: Le Diable boiteux
- 1949: Aux deux colombes
- 1949: Toâ
- 1950: Tu m'as sauvé la vie
- 1950: The Treasure of Cantenac
- 1951: Deburau
- 1951: La Poison
- 1952: Je l'ai été trois fois
- 1953: The Virtuous Scoundrel (narrador)
- 1953: Royal Affairs in Versailles
- 1955: Napoléon
- 1955: If Paris Were Told to Us
- 1956ː Assassins and Thieves [fr] (diretor, roteirista)
- 1956ː If Paris Were Told to Us (diretor, roteirista)
- 1957: Lovers and Thieves (diretor, roteirista)
- 1957: Les Trois font la paire
- 1996ː Beaumarchais (roteirista)
- 2001ː A Crime in Paradise (roteirista)

### Adaptações de filmes
- The Lover of Camille, dirigido por Harry Beaumont (EUA, 1924, baseado na peça Deburau)
- Sleeping Partners, dirigido por Seymour Hicks (Reino Unido, 1930, baseado na peça Let's Make a Dream)
- Black and White, dirigido por Marc Allégret e Robert Florey (França, 1931, baseado na peça Le Blanc et le Noir)